# Lorenzo di Pierfrancesco de Médicis
Pour les autres membres de la famille, voir Famille de Médicis.
Lorenzo di Pierfrancesco de  Médicis (Florence, 4 août 1463 – Florence, 20 mai 1503), dit le  Popolano, est un membre de la famille Médicis, un banquier et un homme politique florentin, le frère de Giovanni de Médicis.

## Biographie
Lorenzo di Pierfrancesco est le fils de 
Pierfrancesco de Médicis dit l'Ancien et de Laudomia Acciaiuoli et le frère de Giovanni. Après la mort de son père, il passa sous la tutelle de Laurent le Magnifique son cousin, et étudia auprès de Marsile Ficin et du Politien et devint ensuite protecteur et mécène de Sandro Botticelli.
En 1483, il fut envoyé comme ambassadeur en France.
Il est le père de Pierfrancesco II de Médicis et de quatre autres enfants, Averardo (1488 - 1495), Laudomia, Ginevra et Vincenzo qu'il a avec Sémiramis d'Appiamo.
Avec sa femme Sémiramis Appriani, il est probablement le destinataire des tableaux de Sandro Botticelli, Le Printemps et Pallas et le Centaure, commandés au peintre par Laurent le Magnifique pour leur mariage. Il est le commanditaire du Saint Jean-Baptiste d'Ubeda et également le premier employeur d'Amerigo Vespucci.